# Jean-Michel Fouché
Pour les articles homonymes, voir Fouché.
Jean-Michel Fouché est un footballeur puis entraîneur français, né le 15 juillet 1944 à Paulx en Loire-Inférieure et mort le 18 octobre 2013 à La Garnache (Vendée). Il joue au poste de gardien de but du milieu des années 1960 à la fin des années 1970.

## Biographie

### Carrière de joueur
Le FC Nantes approcha pour la première fois Jean-Michel Fouché à l'occasion d'un stage de printemps, en 1960, d'où Bernard Blanchet sortit major. Il gardait alors les buts de Machecoul. Ses parents craignant l'éloignement en cas de signature directe au FCN, lui-même pensa plus profitable de faire ses classes dans un bon club régional. Il joua alors quatre saisons de CFA sous les couleurs de Challans, avant de franchir le pas. Barré par Eon et par Castel, à ses débuts nantais, il resta trois ans amateur avant d'être lancé dans le grand bain par José Arribas.
Jean-Michel Fouché apparaît alors pour la première fois dans l'effectif professionnel du FC Nantes en 1965, comme troisième gardien de but, alors qu'il débute comme stagiaire avec le club phare de Loire-Atlantique. Il devra attendre 1968-69 pour faire ses débuts en Ligue 1 avec 5 apparitions. En avril 1969, il fait partie de la sélection de la Ligue Atlantique avec Raynald Denoueix et Jean-Marc Guillou. La saison suivante, il est titulaire dans les buts nantais et connaîtra la sélection Espoirs le 12 octobre 1969. Passé professionnel, il est titulaire dans le but nantais en 1969-70, gardien de la meilleure défense du championnat. Il est alors à l'apogée de sa carrière et est appelé une première fois en équipe de France, le 8 avril 1970 contre la Bulgarie, comme doublure de Georges Carnus. Le 31 mai 1970, il est du naufrage nantais en finale de la Coupe de France (0-5) contre Saint-Étienne. Il a alors 25 ans.
En 1970-71, il est titulaire indiscutable à Nantes, jouera tous les matches et figurera, jusqu'au 15 novembre 1970, toujours comme doublure de Carnus, dans l'effectif de l'équipe de France. Mais ces sept appels en sélection ne se transformeront jamais en sélection. En 1971-72, en concurrence avec Jean-Paul Bertrand-Demanes, il connaît sa dernière saison nantaise. Il part alors pour le Stade de Reims mais l'expérience tourne court. L'AS Nancy-Lorraine profite de l'occasion pour recruter ce gardien expérimenté qui évoluera ensuite au Red Star avant de finir sa carrière professionnelle à Angers dans sa 33e année, en 1977.

### Carrière d'entraîneur
En 1976 il obtient le BEES 2e degré spécifique football. Après deux saisons passées hors du monde du football, Jean-Michel Fouché est nommé entraîneur de l'ES herbretaise. Le club du nord-est de la Vendée sort alors d'une première saison compliquée en Division 4 au cours de laquelle il a dû batailler ferme pour ne pas descendre dès sa première année à un niveau national. L'arrivée de Fouché en remplacement de l'ancien pro Henri Makowski (ex-OM et Valenciennes-Anzin) débouche sur un fiasco sportif puisque les Vendéens finissent 14e et derniers de leur poule, n'ayant pu arracher que 2 victoires en 26 rencontres, et sont donc logiquement relégués en Division d'Honneur. Fouché est alors débarqué en fin de saison au profit de Jean Saupin, ancien joueur du FC Nantes, du SCO d'Angers et du Stade français.
Il est ensuite engagé à l'US Faucigny qui évolue aussi en D4. Comme aux Herbiers, sa première saison (1981-1982) s'achève sur une relégation de son équipe classée 13e sur 14. Cependant il reste à la tête du club haut-savoyard qui termine 5e sur 12 en DH en 1982-1983, puis champion la saison suivante, et acquiert donc sa montée en Division 4,. Jean-Michel Fouché quitte néanmoins la Savoie avant le début du championnat pour rejoindre le Stade lavallois, alors en Division 1.
Arrivé en Mayenne à l'été 1984, Jean-Michel Fouché y reste jusqu'à la fin de sa carrière. Là, il alterne diverses fonctions au sein du club (entraîneur adjoint, entraîneur des gardiens, entraîneur des moins de 17 ans, directeur sportif...) pendant ses 22 ans passés au Stade lavallois. Il prend finalement sa retraite au début de l'année 2006, ce qui ne l'empêche pas de donner de son temps au club de football de la commune de Saint-Berthevin.

### Décès
Jean-Michel Fouché décède le vendredi 18 octobre 2013. La cérémonie des obsèques se tient le mardi 22 octobre, en l'église de Machecoul.

## Palmarès
Comme joueur 
- Avec le SC Challans :
  - Champion de DH Centre-Ouest 1962.
- Avec le FC Nantes :
  - Finaliste de la Coupe de France 1970 ;
  - Vice-champion de DH 1967 et 1968.

Comme entraîneur 
- Avec l'US Faucigny :
  - Champion de DH 1984.

## Statistiques

### Statistiques de joueur
- 1960-1964 : SC Challans
- 1964-1972 : FC Nantes
- 1972-1973 : Stade de Reims
- 1973-1975 : AS Nancy-Lorraine
- 1975-1976 : Red Star
- 1976-1977 : SCO Angers
- Coupe d'Europe des Vainqueurs de Coupes : 4 matches (saison 1970-71)
- Coupe UEFA : 2 matches (saison 1971-72)

### Statistiques en sélection nationale
- 7 appels en sélection (aucun match disputé)
- 1 sélection en équipe de France Espoirs (12 septembre 1969 : entre en jeu contre le Portugal espoirs)

### Statistiques d'entraîneur
- 1979-1980 : Les Herbiers VF
- 1981-1984 : US Faucigny
- 1984-1998 : Stade lavallois (staff sportif)
- 1998-2006 : Stade lavallois (directeur sportif)